# Pál levele a galatákhoz

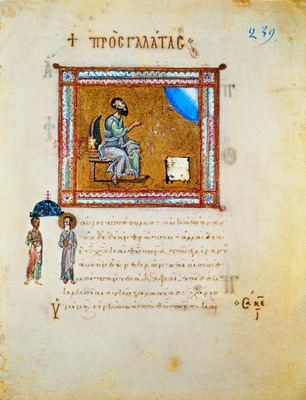
Fehérorosz kódex miniatúra a Galata levél elején

Pál levele a galatákhoz (szokásos rövidítése: Gal) a Biblia újszövetségi iratainak részét képező levél.
A levél feltehetőleg  a 40-es évek végén és az 50-es évek elején keletkezett,  ókeresztény irat, az újszövetségi kánonban az apostoli levelek egyike.

## A levél címzése, szerző, címzettek
A levél szerzője minden bizonnyal Pál apostol, a levél az apostol életének egyik nagyon fontos önéletrajzi forrása, amelyben sok információt megtudhatunk keresztény életének állomásairól. A levél címzettjei olyan  galáciai "pogány-keresztények", akik eredetileg (a zsidók közül áttért keresztények szemszögéből) pogánynak tartott vallásból tértek át a keresztény hitre.

## A levél tartalma
A levél megírásának oka, hogy Galáciában Pál távozása után olyan zsidó-keresztény misszionáriusok lépnek fel, akik vitatják a páli pogány-keresztény életmódot, és magának Pálnak a személyét is kritika tárgyává teszik.
Erre reagál az apostol, aki a levél első felében bizonyítja, hogy megbízatását Krisztustól kapta. A továbbiakban azt próbálja bizonyítani az olvasóknak, hogy az üdvösség a Krisztusba vetett hitből származik, és a "törvény tettei" nem teszik igazzá az embert.

### A levél szerkezete
- Címzés és köszöntés (1,1-5)
- A levél megírásának oka (1,6-9)
- Pál apostoli tisztsége (1,10-2,10)
- A hitből fakadó igazságosság (2,11-4,7)
- A keresztény szabadság (4,8-6,10)
- Zárszó és áldás (6,11-18)

## Földrajzi és kulturális háttérinformációk

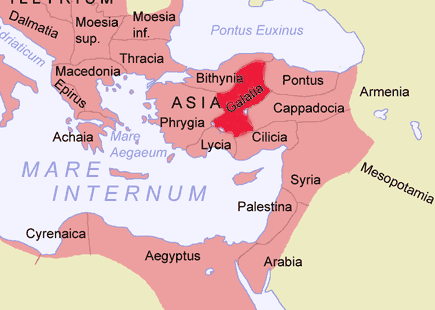
Galatia római tartományként

A galaták kis-ázsiai kelta népcsoport volt,
Pál apostol "második missziós útja" során Európa felé halad át társaival a galaták által lakott vidéken. Megszakítják útjukat vélhetően Pál betegsége miatt, és hirdetni kezdik az evangéliumot, majd ennek hatására pogány-keresztény közösségeket alapítanak Galáciában (és Kappadókiában). Később Pál még egyszer felkeresi ezeket a közösségeket (Apostolok Cselekedetei, 18,23).

## Lásd még
- Újszövetség
- Biblia
- Pál apostol
- Galatia